# Małgorzata Sawicka
Małgorzata Sawicka (ur. 1 października 1953) – polska brydżystka, Arcymistrz Międzynarodowy (PZBS), World International Master (WBF), European Master (EBL), odznaczona srebrną odznaką PZBS (2006 rok). Do roku 2008 występowała jako Małgorzata Pasternak.

## Kariera brydżowa

### Rozgrywki krajowe
W rozgrywkach krajowych zdobywała następujące lokaty Mistrzostwach Polski Par:
| Mistrzostwa Polski par | Mistrzostwa Polski par | Mistrzostwa Polski par | Mistrzostwa Polski par |
| Rok                    | Kategoria              | Partner                | Pozycja                |
| ---------------------- | ---------------------- | ---------------------- | ---------------------- |
| 2003                   | Miksty                 | Konrad Araszkiewicz    | 1                      |
| 1995                   | Kobiety                | Ewa Mikucka            | 1                      |
| 1993                   | Kobiety                | Danuta Hocheker        | 1                      |

### Olimpiady
| Olimpiady brydżowe. Zawody teamów | Olimpiady brydżowe. Zawody teamów | Olimpiady brydżowe. Zawody teamów    | Olimpiady brydżowe. Zawody teamów | Olimpiady brydżowe. Zawody teamów | Olimpiady brydżowe. Zawody teamów |
| Rok                               | Miejsce                           | Zawody                               | Kategoria                         | Drużyna                           | Pozycja                           |
| --------------------------------- | --------------------------------- | ------------------------------------ | --------------------------------- | --------------------------------- | --------------------------------- |
| 2008                              | Pekin                             | 1 Światowe Zawody Sportów Umysłowych | Miksty                            | Brown                             | 30                                |
| 2008                              | Pekin                             | 1 Światowe Zawody Sportów Umysłowych | Kobiety                           | Poland                            | 9                                 |
| 2000                              | Maastricht                        | 11 Olimpiada Brydżowa                | Miksty                            | Basia                             | 23                                |

### Zawody światowe
Na mistrzostwach świata osiągnęła następujące rezultaty:
| Mistrzostwa świata. Konkurencja par | Mistrzostwa świata. Konkurencja par | Mistrzostwa świata. Konkurencja par | Mistrzostwa świata. Konkurencja par | Mistrzostwa świata. Konkurencja par | Mistrzostwa świata. Konkurencja par |
| Rok                                 | Miejsce                             | Zawody                              | Kategoria                           | Partner                             | Pozycja                             |
| ----------------------------------- | ----------------------------------- | ----------------------------------- | ----------------------------------- | ----------------------------------- | ----------------------------------- |
| 2006                                | Werona                              | 12 Mistrzostwa Świata               | Miksty                              | Konrad Araszkiewicz                 | 80                                  |
| 2006                                | Werona                              | 12 Mistrzostwa Świata               | Kobiety                             | Ewa Harasimowicz                    | 18                                  |
| 2002                                | Montreal                            | 11 Mistrzostwa Świata               | Miksty                              | Konrad Araszkiewicz                 | 5                                   |
| 1998                                | Lille                               | 10 Mistrzostwa Świata               | Miksty                              | Wojciech Siwiec                     | 180                                 |

| Mistrzostwa świata. Konkurencja teamów | Mistrzostwa świata. Konkurencja teamów | Mistrzostwa świata. Konkurencja teamów | Mistrzostwa świata. Konkurencja teamów | Mistrzostwa świata. Konkurencja teamów | Mistrzostwa świata. Konkurencja teamów |
| Rok                                    | Miejsce                                | Zawody                                 | Kategoria                              | Drużyna                                | Pozycja                                |
| -------------------------------------- | -------------------------------------- | -------------------------------------- | -------------------------------------- | -------------------------------------- | -------------------------------------- |
| 2011                                   | Veldhoven                              | 40 Mistrzostwa Świata Teamów           | kobiety                                | Poland                                 | 11                                     |
| 2006                                   | Werona                                 | 12 Mistrzostwa Świata                  | Kobiety                                | Poland                                 | 5                                      |
| 1998                                   | Lille                                  | 10 Mistrzostwa Świata                  | kobiety                                | Chodorowski                            | 33                                     |

### Zawody europejskie
W rozgrywkach europejskich osiągnęła następujące rezultaty:
| Zawody europejskie. Konkurencja par | Zawody europejskie. Konkurencja par | Zawody europejskie. Konkurencja par | Zawody europejskie. Konkurencja par | Zawody europejskie. Konkurencja par | Zawody europejskie. Konkurencja par |
| Rok                                 | Miejsce                             | Zawody                              | Kategoria                           | Partner                             | Pozycja                             |
| ----------------------------------- | ----------------------------------- | ----------------------------------- | ----------------------------------- | ----------------------------------- | ----------------------------------- |
| 2009                                | San Remo                            | 4 Otwarte Mistrzostwa Europy        | Miksty                              | Bogusław Gierulski                  | 21                                  |
| 2009                                | San Remo                            | 4 Otwarte Mistrzostwa Europy        | Kobiety                             | Ewa Harasimowicz                    | 16                                  |
| 2007                                | Antalya                             | 3 Otwarte Mistrzostwa Europy        | Miksty                              | Bartosz Chmurski                    | 112                                 |
| 2007                                | Antalya                             | 3 Otwarte Mistrzostwa Europy        | Kobiety                             | Ewa Harasimowicz                    | 36                                  |
| 2005                                | Teneryfa                            | 2 Otwarte Mistrzostwa Europy        | Mikst                               | Konrad Araszkiewicz                 | 41                                  |
| 2005                                | Teneryfa                            | 2 Otwarte Mistrzostwa Europy        | Kobiety                             | Ewa Harasimowicz                    | 15                                  |
| 2003                                | Mentona                             | 1 Otwarte Mistrzostwa Europy        | Open                                | Konrad Araszkiewicz                 | 74                                  |
| 2002                                | Ostenda                             | 7 Mistrzostwa Europy Mikstów        | Mikst                               | Konrad Araszkiewicz                 | 65                                  |
| 2001                                | Sorrento                            | 11 Mistrzostwa Europy Par           | Open                                | Konrad Araszkiewicz                 | 103                                 |
| 2000                                | Bellaria                            | 6 Mistrzostwa Europy Mikstów        | Mikst                               | Konrad Araszkiewicz                 | 11                                  |
| 1999                                | Warszawa                            | 10 Mistrzostwa Europy Par           | Open                                | Joanna Zalewska                     | 99                                  |
| 1998                                | Akwizgran                           | 5 Mistrzostwa Europy Mikstów        | Mikst                               | Wojciech Siwiec                     | 70                                  |
| 1997                                | Montecatini                         | 6 Mistrzostwa Europy Par Kobiet     | Kobiety                             | Joanna Zalewska                     | 32                                  |
| 1997                                | Haga                                | 9 Mistrzostwa Europy Par            | Open                                | Jarosław Zalewski                   | 156                                 |
| 1996                                | Monte Carlo                         | 4 Mistrzostwa Europy Mikstów        | Mikst                               | Wojciech Olański                    | 168                                 |
| 1995                                | Vilamoura                           | 42 Mistrzostwa Europy Teamów        | Kobiety                             | Ewa Mikucka                         | 32                                  |
| 1994                                | Barcelona                           | 3 Mistrzostwa Europy Mikstów        | Miksty                              | Jerzy Razik                         | 107                                 |
| 1993                                | Mentona                             | 4 Mistrzostwa Europy Kobiet         | Kobiety                             | Danuta Hocheker                     | 63                                  |
| 1992                                | Ostenda                             | 2 Mistrzostwa Europy Mikstów        | Mikst                               | Marek Szymanowski                   | 49                                  |
| 1991                                | Killarney                           | 1 Mistrzostwa Europy Mikstów        | Kobiety                             | Ewa Mikucka                         | 24                                  |
| 1990                                | Bordeaux                            | 1 Mistrzostwa Europy Mikstów        | Mikst                               | Tadeusz Ralko                       | 98                                  |

| Mistrzostwa świata. Konkurencja teamów | Mistrzostwa świata. Konkurencja teamów | Mistrzostwa świata. Konkurencja teamów | Mistrzostwa świata. Konkurencja teamów | Mistrzostwa świata. Konkurencja teamów | Mistrzostwa świata. Konkurencja teamów |
| Rok                                    | Miejsce                                | Zawody                                 | Kategoria                              | Drużyna                                | Pozycja                                |
| -------------------------------------- | -------------------------------------- | -------------------------------------- | -------------------------------------- | -------------------------------------- | -------------------------------------- |
| 2010                                   | Ostenda                                | 50 Mistrzostwa Europy Teamów           | Kobiety                                | Poland                                 | 6                                      |
| 2009                                   | San Remo                               | 4 Otwarte Mistrzostwa Europy           | Miksty                                 | Rossard                                | 17                                     |
| 2009                                   | San Remo                               | 4 Otwarte Mistrzostwa Europy           | Kobiety                                | Poland                                 | 5                                      |
| 2008                                   | Pau                                    | 49 Mistrzostwa Europy Teamów           | Kobiety                                | Poland                                 | 7                                      |
| 2007                                   | Antalya                                | 3 Otwarte Mistrzostwa Europy           | Kobiety                                | Poland                                 | 3                                      |
| 2006                                   | Warszawa                               | 48 Mistrzostwa Europy Teamów           | Kobiety                                | Poland                                 | 7                                      |
| 2005                                   | Teneryfa                               | 2 Otwarte Mistrzostwa Europy           | Kobiety                                | Poland                                 | 5                                      |
| 2003                                   | Mentona                                | 1 Otwarte Mistrzostwa Europy           | Miksty                                 | Banaszkiewicz                          | 96                                     |
| 2002                                   | Salsomaggiore                          | 46 Mistrzostwa Europy Teamów           | Kobiety                                | Poland                                 | 13                                     |
| 2002                                   | Ostenda                                | 7 Mistrzostwa Europy Mikstów           | Miksty                                 | Hocheker                               | 24                                     |
| 2000                                   | Bellaria                               | 6 Mistrzostwa Europy Mikstów           | Miksty                                 | Walczak                                | 38                                     |
| 1998                                   | Akwizgran                              | 5 Mistrzostwa Europy Mikstów           | Miksty                                 | Siwiec                                 | 23                                     |
| 1991                                   | Killarney                              | 40 Mistrzostwa Europy Teamów           | Kobiety                                | Poland                                 | 9                                      |
| 1990                                   | Bordeaux                               | 1 Mistrzostwa Europy Mikstów           | Miksty                                 | Krogulska                              | 42                                     |